# Ljushuvad jakamar
Ljushuvad jakamar (Brachygalba goeringi) är en fågel i familjen jakamarer inom ordningen jakamar- och trögfåglar.

## Utbredning och systematik
Fågelns utbredningsområde är i tropiska nordöstra Colombia och nordvästra Venezuela. Den behandlas som monotypisk, det vill säga att den inte delas in i några underarter.

## Status
IUCN kategoriserar arten som livskraftig.